# Heinz Rey
Heinz Rey (* 11. April 1943 in Baden AG; heimatberechtigt in Aristau) ist ein Schweizer Rechtswissenschafter und emeritierter Professor für Privatrecht.

## Leben
Rey studierte Rechtswissenschaft an der Universität Zürich und promovierte 1970 bei Arthur Meier-Hayoz mit einer Dissertation zum Thema «Rechtlicher Biosphärenschutz und Privateigentum». Nach einigen Jahren in der Advokatur kehrte Rey 1974 an die Universität Zürich zurück, zunächst als Assistent Meier-Hayoz’, ab 1978 als Oberassistent am Rechtswissenschaftlichen Institut. Während dieser Zeit verfasste er die zweite Auflage der ersten Lieferung des von Hans Leemann begründeten Berner Kommentars zu den Grunddienstbarkeiten, welche er als Habilitationsschrift vorlegte.
1983 wählte der Bundesrat ihn zum Vorsteher des Eidgenössischen Grundbuchamts. Während seiner Amtstätigkeit war Heinz Rey unter anderem Mitglied einer Expertenkommission, welche den Auftrag hatte, neue Bestimmungen zur Führung des Grundbuchs mit elektronischer Datenverarbeitung auszuarbeiten, sowie der Expertenkommission für die Revision des bäuerlichen Bodenrechts. Nach knapp dreijährigem Engagement im Dienste der Bundesverwaltung folgte Rey 1985 einem Ruf als Ordinarius für Privatrecht an die ETH Zürich. Zwei Jahre später wechselte er an einen Lehrstuhl an der Universität Zürich, wo er bis zu seiner Emeritierung 2007 lehrte.
Rey hat zahlreiche vielbeachtete Beiträge zum Privatrecht publiziert. Hervorzuheben sind seine Kommentierungen im Sachenrecht (neben seiner bereits erwähnten Habilitationsschrift die Kommentierung verschiedener Artikel im Basler Kommentar und der Teilband zum Stockwerkeigentum im Berner Kommentar) sowie der drei Mal aufgelegte Grundriss zum Sachenrecht. Zudem verfasste er ein Lehrbuch zum ausservertraglichen Haftpflichtrecht und führte zusammen mit Jörg Schmid die von Peter Gauch und Walter R. Schluep begründeten Darstellung des Allgemeinen Teils des Obligationenrechts weiter.
Für die Zeitschrift des Bernischen Juristenvereins verfasste Rey die jährlichen Übersichten der sachenrechtlichen Rechtsprechung des Bundesgerichts der Jahre 1986 bis 2005.